# Ворсінов Григорій Трохимович
Ворсінов Григорій Трохимович (*23 жовтня 1935, с. Липчанка, Богучарський район, Воронезька область, Російська РФСР, СРСР — †8 грудня 2005, Дніпропетровськ, Україна) — український правник, державний радник юстиції України (1995), Заслужений юрист України (1994).

## Життєпис
Народився 23 жовтня 1935, с. Липчанка Богучарського р-ну Воронезької обл., Росія.
Закінчив 1961 Саратовський юридичний інститут.
Працював в органах прокуратури Луганської та Дніпропетровської областей на посадах слідчого, помічник прокурора району і міста, районного прокурора.
У 1975–1985 — прокурор Луганська. 
У 1985–1991 — прокурор Дніпропетровська.
У 1991–1995 — прокурор Дніпропетровської області.
З 19 жовтня 1995 по 22 липня 1997 — Генеральний прокурор України.
До останнього часу працював радником голови Дніпропетровської облдержадміністрації.
Помер 8 грудня 2005.